# NGC 5182
NGC 5182 је спирална галаксија у сазвежђу Хидра која се налази на NGC листи објеката дубоког неба.
Деклинација објекта је - 28° 9' 1" а ректасцензија 13h 30m 41,6s. Привидна величина (магнитуда) објекта NGC 5182 износи 12,4 а фотографска магнитуда 13,2. NGC 5182 је још познат и под ознакама ESO 444-62, MCG -5-32-34, IRAS 13278-2753, PGC 47489.